# XVe siècle en sport

Chronologie du sport
- XIVe siècle en sport - XVe siècle en sport - XVIe siècle en sport

## Calcio florentin
- Janvier 1491 : première trace d’une partie de Calcio florentin, mais cette version italienne de la soule se pratique depuis au moins plusieurs décennies. Des poèmes évoquent en effet le jeu dès le milieu du XVe siècle.

## Cricket
- 1478 : première mention du « criquet » (cricket) en France (Saint-Omer). C’était le nom donné au bâton (wicket) qui servait de but. Ce sport est très pratiqué en France jusqu’au XVIIIe siècle.

## Football (soule)
- 1414 : un an avant la fameuse bataille d'Azincourt qui marque le triomphe définitif des archers (Anglais) sur la cavalerie lourde formée dans les tournois (Français), le roi d’Angleterre rappelle l’interdiction de la pratique du football (soule) et ordonne à ses sujets de pratiquer le tir à l’arc.
- 1422 : interdiction par les autorités municipales d’Arras, alors sous occupation anglaise, de la pratique de la soule.
- 1440 : Raoul, évêque du Trégor, interdit la pratique de la soule dans son diocèse… Le texte de Raoul précise que ce jeu était pratiqué depuis longtemps en Bretagne.

## Golf
- 1457 : première mention du golf en Écosse. C’est un décret royal en interdisant la pratique… Le roi d’Angleterre renouvelle son interdiction du football (soule) mais cite également le golf comme « jeu interdit ».

## Jeu de paume
- 1415 : conséquence de la bataille d’Azincourt, le duc d’Orléans est emprisonné pendant deux décennies en Angleterre. À l’occasion de cette captivité à Winfield dans le Norfolk, le duc introduit en Angleterre le jeu de Paume qu’il pratique quasi quotidiennement. Quatre siècles plus tard, le descendant du châtelain de Winfield, Walter Clopton Winfield, invente le tennis…
- 1427 : sensation à Paris alors sous occupation anglaise : une femme nommée Margot la Hennuyère se distingue en battant les meilleurs spécialistes parisiens du jeu de paume ! Elle s’incline toutefois face aux joueurs les plus physiques.
- 1459 : première mention d’une salle de jeu de paume à Londres.
- 1485 : concile de Sens qui rappelle l’interdiction de la pratique du jeu de paume pour les religieux. C'est loin d'être le premier texte du genre car les ecclésiastiques pratiquent assidûment le jeu de paume, parfois même dans des églises qui ne sont pas encore équipée de chaises et offre une superbe surface de jeu en cas d'intempéries ! La hiérarchie religieuse voit évidemment d'un très mauvais œil ces pratiques mais apparaît incapable d'y mettre fin.

## Omnisports
- 1477 : le roi d’Angleterre Édouard IV rappelle que la loi anglaise proscrit la pratique des « jeux interdits » comme le football (soule) ou les dés, ajoutant que la pratique du tir à l’arc était pour toute personne robuste un devoir national.

## Pas d'armes
- 1440-1468 : âge d’or du pas d’armes, forme épurée du tournoi. Ce jeu martial consiste pour un chevalier ou un groupe de chevaliers à tenir une position face à des assaillants en surnombre. On pouvait ainsi assister à des confrontations à 1 contre 10, voire bien plus. Certaines parties auraient même mis aux prises un chevalier face à une centaine d’assaillants !

## Pêche sportive
- 1425 : dans un article intitulé « Traité de pêche », Dame Julyana Berner, prieure du couvent de Bénédictines de Sopwell (Angleterre) rédige les bases d'une pêche sportive réservée aux nobles et aux gentilshommes.
- 1496 : imprimé (et non recopié à la main) pour la première fois, le « Book of St Alban » traite des « grands arts » de l'époque réservés à la classe dominante (chasse et héraldique), et intègre le traité de Dame Berner sur la pêche sportive.

## Tournoi
- 1468 : Charles le Téméraire est contraint de menacer de mort les participants d’un tournoi pour qu’ils cessent la partie donnée en l’honneur de son mariage… Les amateurs de tournois, activité ultra-violente qui cadre mal avec l’air du temps, devront désormais se contenter des joutes.